# فلسفه زبان

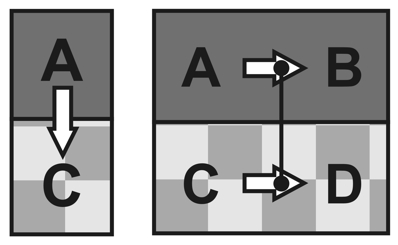
فلسفهٔ زبان

فلسفهٔ زبان (به انگلیسی: Philosophy of language) از مهم‌ترین جریان‌های فلسفه تحلیلی است و شامل این تفکر است که معنا و محتوای الفاظ فلسفی با عمل زبانی تبیین می‌شوند و فیلسوف باید به کاربردهای حقیقی واژه‌هایی توجه کند که با مفاهیم فلسفی تلازم دارند.

## تعریف
آلستون، فلسفهٔ زبان را شامل هر کاری می‌داند که فیلسوفان از آن جهت که فیلسوف‌اند، به هنگام تفکر دربارهٔ زبان انجام می‌دهند. فلسفهٔ زبان در واقع تلاشی است برای روشن کردن مفاهیمی اساسی که به هنگام تفکر دربارهٔ زبان انجام می‌دهیم. فلسفهٔ زبان در واقع پژوهشی فلسفی در باب ماهیت زبان و چیستی آن، رابطه بین زبان، کاربران زبان و جهان است. فلسفه زبان دانشی متفاوت با زبان‌شناسی است، هرچند بایستی به مواردی توجه کند که زبان‌شناسان و علوم مضبوط مرتبط پدیدار می‌کنند. زمانی که واژه فلسفه زبان به کار گرفته می‌شود عمدتاً برای اشاره به جریان فلسفه تحلیلی در کشورهای آنگلوساکسون است که ریشه‌های اولیه آن در آلمان و اتریش ابتدای قرن بیستم است.

## معنا و ارجاع
نظریه‌ای فلسفی دربارهٔ معنا به ما توضیح می‌دهد که چه چیز یک رشته از علائم و صوت‌ها را معنادار می‌کند و چگونه این رشته از اصوات و علائم، معنای مشخص و متمایزی دارد. این نظریهٔ فلسفی نیز باید توضیح دهد که چگونه انسان‌ها می‌توانند عبارت‌های معناداری را درست کنند و این کار را بدون کم‌ترین زحمتی انجام می‌دهند. یکی از تصورهای رایجی که در مورد معنا وجود دارد این است که معنای عبارت‌های زبانی به این خاطر است که آن‌ها چیزهایی را در جهان باز می‌نمایند. این نظریه، همان نظریه ارجاعی معناست که بر اساس فهم عرف شکل گرفته‌است.

### نظریه ارجاعی
اصطلاحات زبانی به این سبب معنای خود را دارند که بازنمایانندهٔ اشیاء هستند. معنای آن‌ها همان چیزی است که آن‌ها نشان می‌دهند. بر اساس نظریهٔ ارجاعی، کلمات مانند برچسب‌اند و مانند نشانه‌هایی هستند که برای نام‌گذاری، نشانه گذاری، بازنمایی، دلالت و ارجاع بکار می‌روند. مثلاً کلمه «سگ» به سگ‌ها دلالت می‌کند همان‌طور که در زبان فرانسوی واژه chien و واژه آلمانی Hund چنین کاری را انجام می‌دهند. در نظریهٔ ارجاعی، معناداری تمام واژه‌ها بر اساس وجود پیوندی قراردادی میان آن‌ها و چیزها یا وضعیت امور در جهان توضیح داده می‌شود. دو انتقاد عمده بر این نظریه وارد شده‌است:

#### انتقاد یکم
بر اساس انتقاد اول، نخست این که نام‌های چیزی‌های ناموجود به چیزی دلالت نمی‌کند. مثلاً پگاسوس (اسب بالدار) یا سیمرغ بر چیزی دلالت نمی‌کند و به چیزی ارجاع نمی‌کند چون در عالم واقع چیزی به نام اسب بالدار اصلاً وجود ندارد. ضمیرهای سوردار مانند «هیچ‌کس»، «هرکس» نیز بر چیزی دلالت و ارجاع نمی‌کند. دوم آن که صفات مانند چاقی و لاغری دارای مابازایی در خارج نیستند. سوم آن کلماتی هستند که شهودا اسم‌اند ولی نام اشیایی منفرد نیستند مانند «محض خاطر». چهارم کلماتی ماننده از، بسیار، آه و هی، که به نظر نمی‌رسد به نوعی از اشیاء اصلاً ارجاع بدهند.

#### انتقاد دوم
بر اساس نظریهٔ ارجاعی هر جمله‌ای فهرستی از یک سری نام است.